# Cunevo
Cunevo is een gemeente in de Italiaanse provincie Trente (regio Trentino-Zuid-Tirol) en telt 567 inwoners (31-12-2004). De oppervlakte bedraagt 5,6 km², de bevolkingsdichtheid is 101 inwoners per km².

## Demografie
Cunevo telt ongeveer 238 huishoudens. Het aantal inwoners steeg in de periode 1991-2001 met 0,2% volgens cijfers uit de tienjaarlijkse volkstellingen van ISTAT.
| Jaar | Inwoneraantal |
| ---- | ------------- |
| 1991 | 545           |
| 2001 | 546           |

## Geografie
De gemeente ligt op ongeveer 575 m boven zeeniveau.
Cunevo grenst aan de volgende gemeenten: Tuenno, Flavon, Denno.